# حقل تام
في الرياضيات, حقل تام (بالإنجليزية: complete field)‏ هو حقل مجهز بالمترية والتمام بالنسبة إلى تلك المترية. ومن الأمثلة الأساسية الأعداد الحقيقية والأعداد العقدية والحقول تامة القيمة (مثل الأعداد الأحادية-p).